# كيتشام (أوكلاهوما)
كيتشام (بالإنجليزية: Ketchum, Oklahoma)‏ هي بلدة أمريكية تقع في الولايات المتحدة في مقاطعة كريغ، أوكلاهوما. يقدر عدد سكانها بـ 286 نسمة ومساحتها 1.2 كم2 و وترتفع عن سطح البحر 235 متر.

## التركيبة السكانية
حدّد مكتب تعداد الولايات المتحدة بيانات التركيبة السكانية لكيتشام في تعداد الولايات المتحدة. في ما يلي، التركيبة السكانية حسب تعدادي 2000 و2010.

### تعداد عام 2000
بلغ عدد سكان كيتشام 286 نسمة بحسب تعداد عام 2000، وبلغ عدد الأسر 120 أسرة وعدد العائلات 79 عائلة مقيمة في البلدة. في حين سجلت الكثافة السكانية 86.1 نسمة لكل كيلومتر مربع (223.0/ميل2). وبلغ عدد الوحدات السكنية 153 وحدة بمتوسط كثافة قدره 46.1 لكل كيلومتر مربع (119.4/ميل2).
وتوزع التركيب العرقي للبلدة بنسبة 68.88% من البيض و0.35% من الأمريكيين الأفارقة و18.53% من الأمريكيين الأصليين و0.35% من سكان جزر المحيط الهادئ و11.89% من عرقين مختلطين أو أكثر.
بلغ عدد الأسر 120 أسرة كانت نسبة 38.3% منها لديها أطفال تحت سن الثامنة عشر تعيش معهم، وبلغت نسبة الأزواج القاطنين مع بعضهم البعض 45.8% من أصل المجموع الكلي للأسر، ونسبة 16.7% من الأسر كان لديها معيلات من الإناث دون وجود شريك،  بينما كانت نسبة 3.3% من الأسر لديها معيلون من الذكور دون وجود شريكة وكانت نسبة 34.2% من غير العائلات. تألفت نسبة 30.8% من أصل جميع الأسر من عدة أفراد يعيشون في نفس المنزل ونسبة 14.2% كانت تتألف من شخص يعيش بمفرده يبلغ من العمر 65 عاماً أو أكثر. وبلغ متوسط حجم الأسرة المعيشية 2.38، أما متوسط حجم العائلات فبلغ 2.97.
بلغ العمر الوسطي للسكان 36.5 عاماً. وكانت نسبة 29.4% من القاطنين تحت سن الثامنة عشر، وكانت نسبة 7.3% بين الثامنة عشر والرابعة والعشرين عاماً، ونسبة 26.9% كانت واقعةً في الفئة العمرية ما بين الخامسة والعشرين والرابعة والأربعين عاماً، ونسبة 23.4% كانت ما بين الخامسة والأربعين والرابعة والستين، ونسبة 12.9% كانت ضمن فئة الخامسة والستين عاماً فما فوق. يوجد لكل 100 أنثى 86.9 ذكر، ويوجد لكل 100 أنثى في الثامنة عشر من عمرها فما فوق 77.2 ذكر.
بلغ متوسط دخل الأسرة في البلدة 25,000 دولارًا، أما متوسط دخل العائلة فبلغ 32,500 دولارًا. وكان متوسط دخل الذكور 25,313 دولارًا مقابل 15,781 دولارًا للإناث. وسجل دخل الفرد الخاص بالبلدة 13,534 دولارًا. وكانت نسبة 10.8% من العائلات ونسبة 12.3% من السكان تحت خط الفقر، وكان من هؤلاء نسبة 15.2% تحت سن الثامنة عشر ونسبة 22.2% في الخامسة والستين من العمر وما فوق.

### تعداد عام 2010
بلغ عدد سكان كيتشام 442 نسمة بحسب تعداد عام 2010، وبلغ عدد الأسر 189 أسرة وعدد العائلات 124 عائلة مقيمة في البلدة. في حين سجلت الكثافة السكانية 133.1 نسمة لكل كيلومتر مربع (344.7/ميل2). وبلغ عدد الوحدات السكنية 299 وحدة بمتوسط كثافة قدره 90.1 لكل كيلومتر مربع (233.4/ميل2).
وتوزع التركيب العرقي للبلدة بنسبة 76.92% من البيض و11.99% من الأمريكيين الأصليين و0.23% من الأمريكيين ذوي الأصول الآسيوية و0.45% من الأعراق الأخرى و10.41% من عرقين مختلطين أو أكثر و0.90% من الهسبانيون أو اللاتينيون من أي عرق.
بلغ عدد الأسر 189 أسرة كانت نسبة 31.2% منها لديها أطفال تحت سن الثامنة عشر تعيش معهم، وبلغت نسبة الأزواج القاطنين مع بعضهم البعض 46.6% من أصل المجموع الكلي للأسر، ونسبة 13.8% من الأسر كان لديها معيلات من الإناث دون وجود شريك،  بينما كانت نسبة 5.3% من الأسر لديها معيلون من الذكور دون وجود شريكة وكانت نسبة 34.4% من غير العائلات. تألفت نسبة 31.2% من أصل جميع الأسر من عدة أفراد يعيشون في نفس المنزل ونسبة 13.2% كانت تتألف من شخص يعيش بمفرده يبلغ من العمر 65 عاماً أو أكثر. وبلغ متوسط حجم الأسرة المعيشية 2.34، أما متوسط حجم العائلات فبلغ 2.85.
بلغ العمر الوسطي للسكان 42.6 عاماً. وكانت نسبة 24.7% من القاطنين تحت سن الثامنة عشر، وكانت نسبة 7.5% بين الثامنة عشر والرابعة والعشرين عاماً، ونسبة 22.2% كانت واقعةً في الفئة العمرية ما بين الخامسة والعشرين والرابعة والأربعين عاماً، ونسبة 31.2% كانت ما بين الخامسة والأربعين والرابعة والستين، ونسبة 14.5% كانت ضمن فئة الخامسة والستين عاماً فما فوق. وتوزع التركيب الجنسي للسكان بنسبة 49.3% ذكور و50.7% إناث.